# Meranoplus niger
Meranoplus niger är en myrart som beskrevs av Horace Donisthorpe 1949. Meranoplus niger ingår i släktet Meranoplus och familjen myror. Inga underarter finns listade i Catalogue of Life.

## Bildgalleri

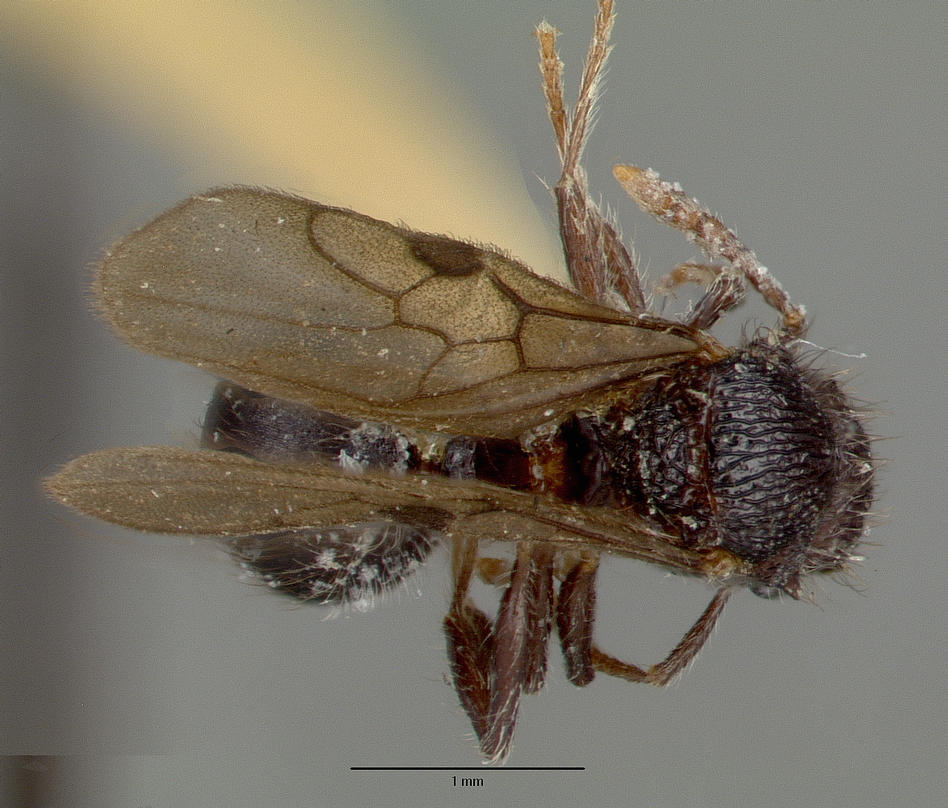
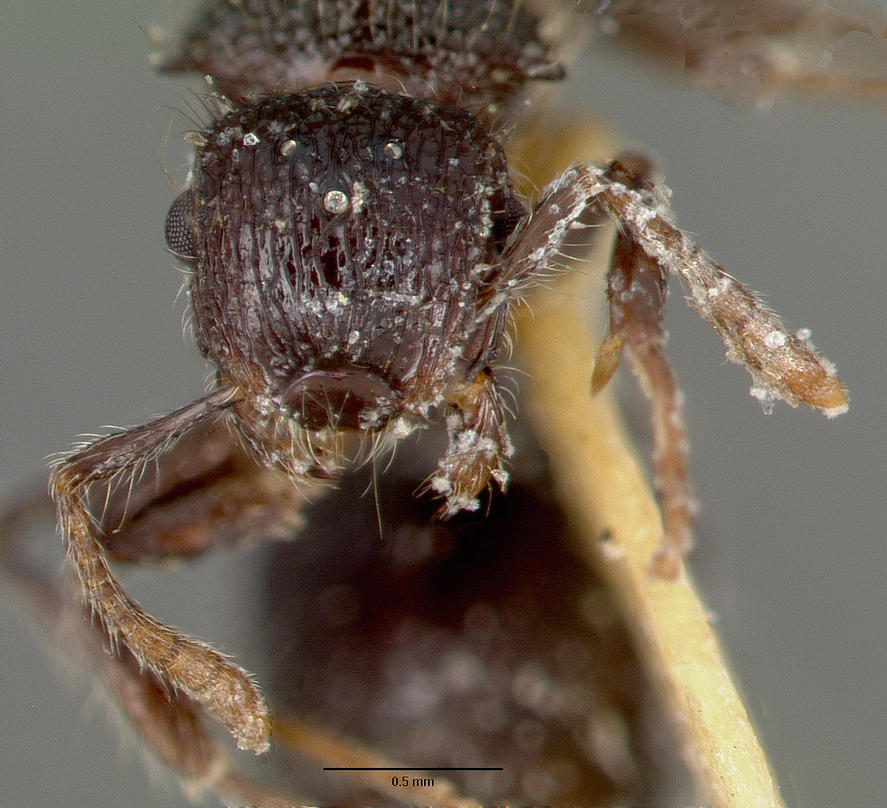
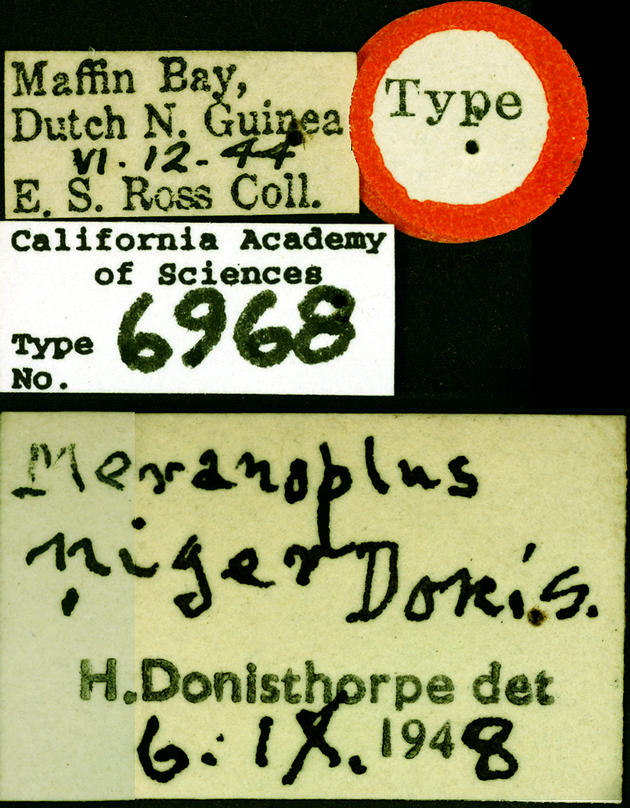
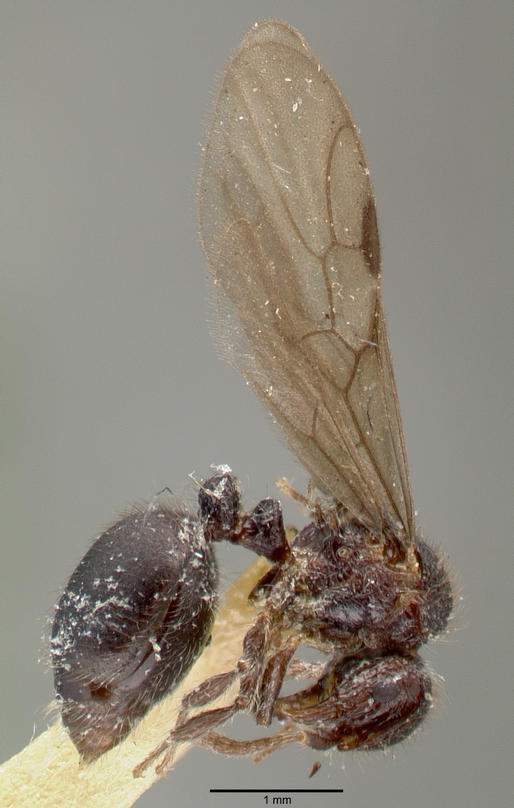
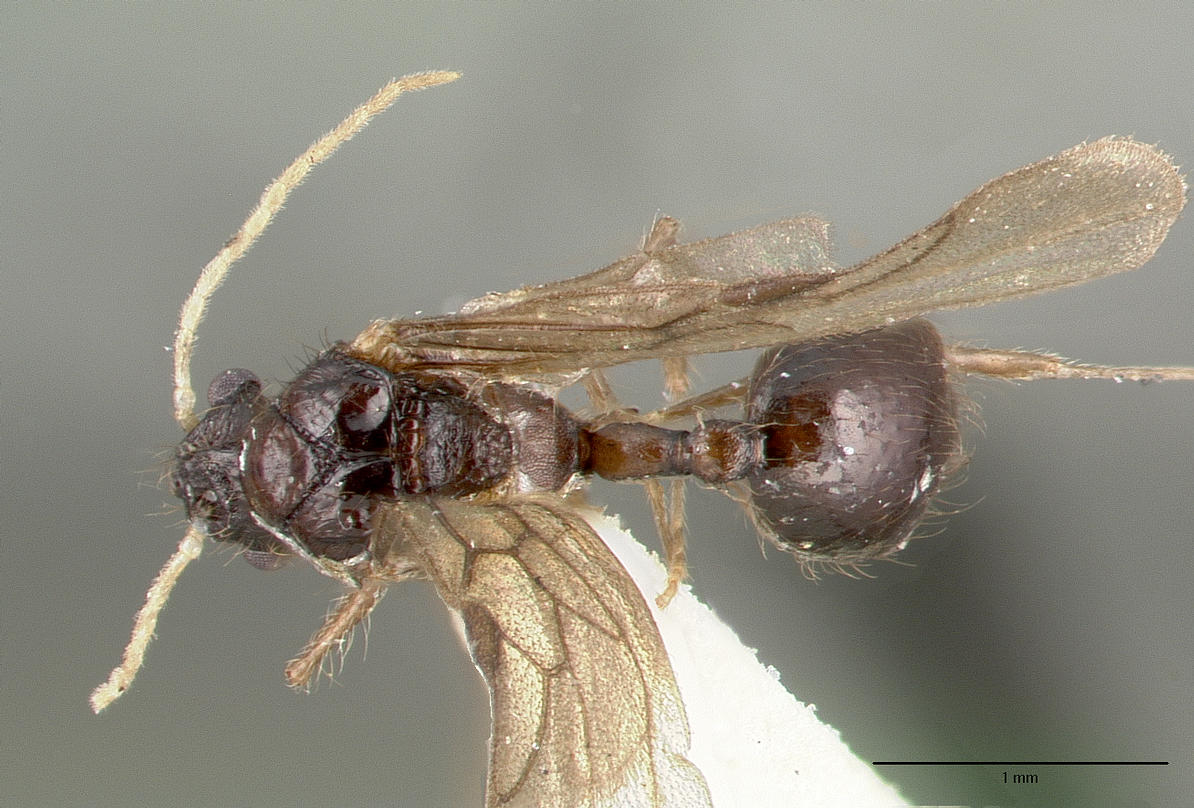
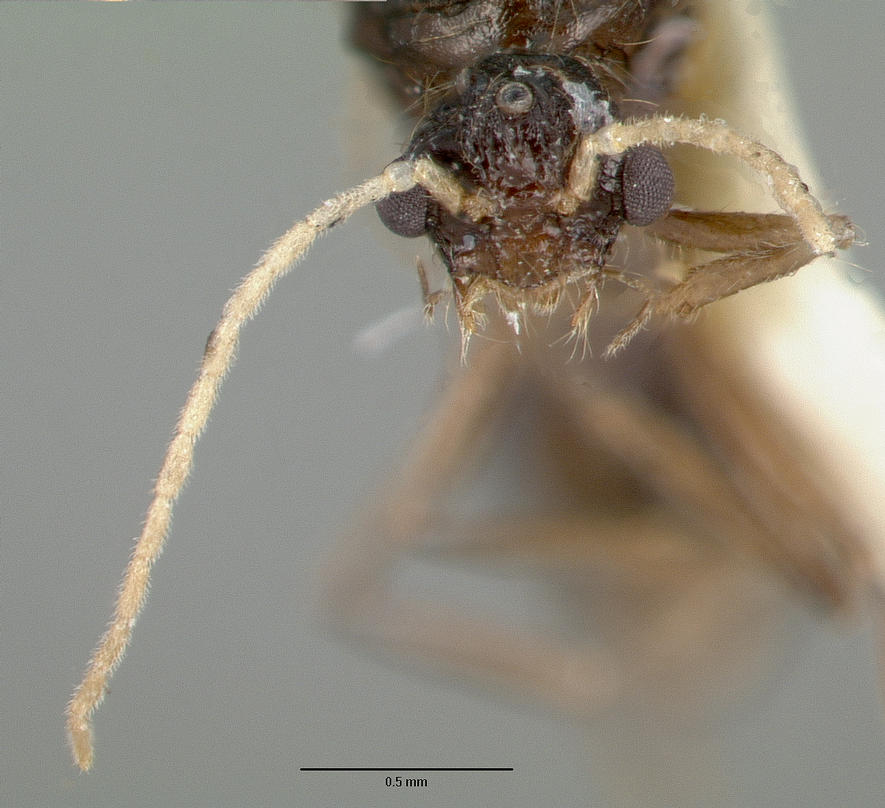